# Présentevillers
Présentevillers település Franciaországban, Doubs megyében. Lakosainak száma 468 fő (2022. január 1.). Présentevillers Dung, Bart, Bavans, Saint-Julien-lès-Montbéliard és Sainte-Marie községekkel határos.

## Népesség
A település népességének változása:
| Lakosok száma | 309  | 514  | 489  | 478  | 452  | 452  | 455  | 458  | 463  | 468  |
|               | 1968 | 1982 | 1990 | 2006 | 2013 | 2015 | 2017 | 2019 | 2020 | 2022 |